# Morison International
Morison International (MI) (MI, произносится Мо ́ рисон Интернэ ́ шнл) — международная ассоциация, в составе которой находятся аудиторские, бухгалтерские, оценочные, юридические и консалтинговые компании по всему миру. Morison International объединяет компании в глобальную ассоциацию. Каждая компания при этом остается самостоятельным юридическим лицом, однако все они соблюдают принятые в ассоциации стандарты качества и правила работы. Качество работы проверяется центральным офисом MI посредством проведения периодических контрольных мероприятий. Отбор компаний в ассоциацию Morison International регулируется стандартами, сформированными руководством MI  в Великобритании.
Компании, входящие в Morison International, имеют длительную историю и обязаны обладать проверенной временем деловой репутацией. В частности, одна из них — MacIntyre Hudson (Великобритания) -  открыта в 1880 году и пользуется доверием клиентов более 130 лет.
В настоящее время ассоциация объединяет 90 независимых компаний в 60 странах мира. Morison International действует на пяти континентах, располагая при этом: 209 офисами, 633 партнерами, Более чем 5237 сотрудниками по всему миру. Кроме штаб-квартиры в Лондоне, Morison International имеет 4 региональных подразделения:
- Morison International Европа и Северная Америка;
- Morison International Латинская Америка;
- Morison International Азия и Тихий океан;
- Morison International Африка.

## Руководство
Председатель Morison International (Chairman) – Jean-Pierre Larroze;
Исполнительный директор (Chief Executive Officer) - Liza Robbins.

## Деятельность MI в мире
Члены Morison International работают в 60 странах мира, которые являются наиболее привлекательными с финансовой точки зрения.  Особенностью деятельности Morison International является широкое сотрудничество с финансовыми институтами Европы, Америки и Востока. Morison International тесно взаимодействует с фондами и инвестиционными банками, инвестирующими денежные средства в реальный сектор экономики. Наибольшая активность Morison International отмечается в, таких городах и финансовых центрах как: Нью-Йорк, Вашингтон, Торонто, Лондон, Дублин, Женева, Люцерн, Лозанна, Лугано, Ивердон, Базель, Цуг, Ньон, Аскона, Люксембург, Париж, Берлин, Гамбург, Франкфурт-на-Майне, Мюнхен, Ватикан, Рим, Милан, Мадрид, Барселона, Стокгольм, Гётеборг, Мальмё, Лиссабон, Тель-Авив, Иерусалим, Ришон-ле-Цион, Джидда, Дубай, Доха, Канберра, Гонконг, Сеул, Сингапур, Сидней, Токио.
Ассоциация Morison International по размеру входит в список 15 крупнейших мировых организаций, специализирующихся на оказании аудиторских и консультационных услуг, и занимает 4 место в Европе и 9 место в мире среди ассоциаций независимых компаний, по версии International Accounting Bulletin. Совокупный доход Morison International за 2011 год составил 712 млн долларов.
По сравнению с 2010 годом, рост прибыли Morison International составил 26%. Благодаря этому ассоциация MI заняла 10 место в рейтинге международного бухгалтерского издания  "The Accountancy Age".
Morison International Европа и Северная Америка
В ноябре 2010г. MacIntyre Hudson Архивная копия от 27 апреля 2011 на Wayback Machine, одна из крупнейших компаний MI, выступила инициатором создания ассоциации аудиторов и бизнес-консультантов (MHA) на территории Великобритании. В ассоциацию входят шесть британских компаний, представляющих разные районы Великобритании.
Цель ассоциации – формирование национального бренда аудиторских и консалтинговых компаний.
Morison International Азия и Тихий Океан
17-19 ноября 2010г. в Маниле (Филиппины) произошла встреча более чем 80 представителей фирм, входящих в подразделения MI Азия и Тихий океан и MI Африка, в рамках ежегодной совместной региональной конференции.
Тема конференции «Возможности без границ» была выбрана неслучайно, так как она отражает нацеленность MI на расширение трансграничной деятельности. Делегаты представляли различные секции, где обсуждались презентации по следующим темам: стандарты аудиторской деятельности, ИТ-аудит, трансфертное ценообразование, бизнес-консультирование, оценка рынка слияний и поглощений.
Конференция была организована давним членом MI Азия и Тихий Океан Villaruz, Villaruz & Co Архивная копия от 24 декабря 2010 на Wayback Machine.
Следующая ежегодная региональная конференция состоится 7-9 октября 2011г. в Сингапуре. Организатором выступает компания Paul Wan & Co Архивная копия от 10 октября 2011 на Wayback Machine, которая отмечает в этом году юбилей.
Morison International Африка
В феврале 2011г. члены MI в Катаре - Sohila & Kuriakose и Morison Menon (недоступная ссылка) опубликовали свою публичную оценку того, как повлияет на Катар проведение чемпионата мира по футболу в 2022 году.
Эксперты пришли  к выводу, что проведение чемпионата мира позволит Катару привлечь значительные инвестиции, диверсифицировать экономику и снизить зависимость от углеводородов. Самый значительный импульс для развития получат такие сектора, как строительство, инфраструктура, гостиничный и банковский бизнес.
Реализация масштабных проектов потребует большого числа профессиональных консультантов, аудиторов, юристов, поэтому ближневосточные компании, входящие в MI, получат новый импульс для развития.

## MI в России
В России Morison International осуществляет деятельность через своего эксклюзивного представителя - АО "2К", основанного в 1994 и вступившего в ассоциацию (недоступная ссылка) в 2009 г. С 15 августа 2007 года АО "2К" зарегистрирована Советом по надзору за аудитом и бухгалтерским учётом в публичных компаниях в США (Public Company Accounting Oversight Board - PCAOB ) – американской некоммерческой организацией, осуществляющей контроль за работой аудиторских фирм Архивная копия от 19 декабря 2010 на Wayback Machine. Организация Public Company Accounting Oversight Board - PCAOB  выразила доверие компании АО "2К".
5 мая 2011г. АО "2К" получила регистрацию в Professional Oversight Board  (Комитете по профессиональному надзору) в качестве аудитора третьей страны в Великобритании.
Это означает, что в соответствии с решением POB, АО "2К" обладает полномочиями выдавать аудиторские заключения, которые имеют силу для London Stock Exchange  (Лондонской фондовой биржи)
Наряду с аккредитацией в Public Company Accounting Oversight Board  (PCAOB, Американской надзорной организацией, предоставляющей право проводить аудит отчётности компаний, ценные бумаги которых обращаются на американском фондовом рынке) регистрация в POB дает возможность компаниям-клиентам размещать свои акции на крупнейших фондовых рынках мира по своему выбору.
Значимыми проектами  АО "2К" являются: совместная работа с  банком Morgan Stanley по оценке стоимости акций "Роснефть" и "Газпром", подготовка необходимых заключений и оказание иных консультационных услуг при совершении сделок с акциями  "Роснефть" и "Газпром"; оценка стоимости  «Новошип» и «Совкомфлот» для целей слияния; оценка стоимости акций «Центральный телеграф»;  аудит «Федерального ядерного центра» г. Саров;  судебная защита   налоговых интересов Российской самолётостроительной корпорации «МИГ»; защита коммерческих интересов «Уралмашзавод»  и др.
По версии International Accounting Bulletin, благодаря совокупной выручке за 2009 год, АО "2К" вышла на 6 место среди международных аудиторских организаций, оказывающих свои услуги на территории России (недоступная ссылка).